# لايت يير (فلم)
لايت يير أو سنة ضوئية (بالإنجليزية: Lightyear) هو فيلم خيال علمي ومغامرات أمريكي، أنتجته استوديوهات بيكسار وأفلام والت ديزني. وهو مقتبس من فيلم حكاية لعبة، بإعتباره بمثابة قصة الأصل لحارس الفضاء البشري باز يطير، الذي ألهم هذا العمل الذي يحمل إسمه. الفيلم من إخراج أنجوس ماكلين وأصوات كريس ايفانز.
من المقرر إصدار والت ديزني ستوديوز موشن بيكشرز للفيلم في 17 يونيو 2022.

## القصة
تدور أحداث لايت يير حول أصل قصة بظ يطير، وهو حارس فضاء ظهر في سلسلة أفلام حكاية لعبة 

## طاقم الاداء الصوتي
- كريس إيفانز بدور بظ يطير
- كيكي بالمر بدور إيزي
- دايل سولس بدور الصلب
- تايكا وايتيتي بدور موريسون
- بيتر سوهن بدور سوكس
- أوزو أدوبا بدور الزعرور
- جيمس برولين
- ماري ماكدونالد لويس
- افرين راميريز في دور دياز
- إيشيا ويتلوك جونيور في دور القائد بيرنسايد

## التطوير

### التطوير
بدأ التطوير في الفيلم بعد الانتهاء من العمل على فيلم البحث عن دوري. بعد المشاركة في إخراج الفيلم مع أندرو ستانتون، سُمح لأنجوس ماكلين بعرض فكرة صنع فيلم عن بظ يطير، بعد أن تساءل دائمًا عن الفيلم الذي شاهده آندي ديفيس في فيلم حكاية لعبة المهتم بشخصية بظ يطير. ماكلين، والذي هو أيضًا معجب بأفلام الخيال العلمي، شعر بالانجذاب إلى شخصية بظ يطير منذ أن بدأ العمل في بيكسار. أحد الجوانب الموجودة في أفلام حكاية لعبة التي يستكشفها الفيلم هو خلاف بظ يطير حول طبيعة الواقع، والذي يتناقض مع مُثله البطولية، يؤدي ذلك إلى تكوين مزيج من كليشيهات الخيال العلمي التي كان ماكلين ينوي صنعها.
في فبراير 2019، أعرب تيم ألين، الذي قام بالاداء الصوتي لشخصية بظ في الأفلام، عن اهتمامه بعمل فيلم آخر. في برنامج إلين دي جينيريس في شهر مايو، قال توم هانكس، صوت المأمور وودي، إن فيلم حكاية لعبة 4 سيكون الأخير في سلسلة أفلام حكاية لعبة، لكن المنتج مارك نيلسن كشف عن إمكانية إنتاج فيلم خامس، مثل لم تستبعد بيكسار هذا الاحتمال.
في ديسمبر 2020 في اجتماع يوم المستثمر في ديزني، تم الإعلان عن فيلم لايت يير باعتباره فيلمًا يصور أصل قصة بظ يطير، حيث يؤدي كريس إيفانز صوت الشخصية.

### طاقم التمثيل
تم الإعلان عن اختيار كريس إيفانز مؤدياً لصوت بظ يطير عند إعلان المشروع في ديسمبر 2020. كان إيفانز هو الخيار الأول والوحيد الذي كان لدى ماكلين لأداء شخصية بظ يطير. زار مكاتب بيكسار ذات يوم وعرضوا عليه المشروع خلال الزيارة. قبل إيفانز العرض على الفور، نظرًا لحبه للرسوم المتحركة. تم اختيار تايكا وايتيتي في دور لم يتم الإعلان عنه.

## التسويق
بدأت الحملة التسويقية للفيلم في 27 أكتوبر 2021 بإصدار إعلان دعائي حصد 83 مليون مشاهدة في أول 24 ساعة. مقارنة بأفلام بيكسار الأخرى، كان هذا الأعلان الأعلي مشهادة بعد الإعلان الدعائي لفيلم أبطال خارقون 2 والذي حصد 114 مليون.

## الإصدار
من المقرر إصدار لايت يير في الولايات المتحدة في 17 يونيو 2022.

## روابط خارجية
- الموقع الرسمي
- مقالات تستعمل روابط فنية بلا صلة مع ويكي بيانات